# Кулик-Белиньская, Эва
Эва Мария Кулик-Белиньская (пол. Ewa Maria Kulik-Bielińska; 10 ноября 1957, Бохня) — польская диссидентка-антикоммунистка, активистка профсоюза Солидарность. Близкая соратница Яцека Куроня и Збигнева Буяка. В период военного положения отвечала за конспирацию варшавского профсоюзного подполья. Руководила офисом Региональной исполнительной комиссии «Солидарности» столичного региона Мазовше. В Третьей Речи Посполитой работает в некоммерческих гражданских организациях. Известна также как филолог, литератор и переводчица.

## Студентка-диссидентка
Семья Эвы Кулик подверглась репрессиям при коммунистическом режиме. Брат отца погиб в Катыни, двоюродные братья матери были депортированы в Сибирь. Мать уговаривала Эву держаться вне политики. В 1976 Эва Кулик поступила на английское отделение филологического факультета Ягеллонского университета.
На том же факультете учился Станислав Пыяс — участник протестного движения, сотрудничавший с КОС-КОР, организатор помощи репрессированным забастовщикам. 7 мая 1977 Пыяс был найден мёртвым. По официальной версии властей ПНР, смерть наступила от бытового несчастного случая. Однако сразу возникли предположения о причастности Службы госбезопасности МВД (СБ). Для Эвы Кулик гибель Станислава Пыяса стала потрясением, побуждающим к действию. Она стала непримиримой противницей правящей компартии ПОРП.
Была создана оппозиционно-протестная организация Студенческие комитеты солидарности (СКС). Эва Кулик стала соучредителем и пресс-секретарём СКС в Кракове. Организовала библиотеку самиздата, лекции Летучего университета, редактировала нелегальный студенческий журнал Index. Собирала подписи в защиту арестованных активистов чехословацкий Хартии-77. Неоднократно задерживалась СБ, подвергалась обыскам и допросам.
Оппозиционная активность приводила Эву Кулик к серьёзным конфликтам с матерью. Их отношения восстановились только после благословения, которое Эва получила от Папы Римского Иоанна Павла II при его визите в Польшу в 1979. На следующий год Эва Кулик переехала из Кракова в Варшаву.

## Подпольщица и конспиратор
В августе 1980 Эва Кулик решительно поддержала забастовочное движение и создание независимого профсоюза Солидарность. В период ареста Яцека Куроня она организовала в его квартире информационное бюро, подробно сообщала о происходящем на Би-Би-Си и Радио Свободная Европа. С сентября состояла в «Солидарности», редактировала профсоюзные издания Informator и Niezależność. Была заметной фигурой в руководстве «Солидарности» столичного региона Мазовше.
13 декабря 1981 в Польше было введено военное положение. Установилась власть Военного совета национального спасения во главе с первым секретарём ЦК ПОРП генералом Ярузельским. «Солидарность» была запрещена и подверглась репрессиям, около 10 тысяч человек интернированы. В первую же ночь Эва Кулик была взята под стражу на квартире своего друга, соратника и будущего мужа Конрада Белиньского. Однако милиция имела предписание на интернирование только одного человека по данному адресу. Поэтому Эва парадоксальным образом была отпущена из автозака — при том, что сама уже находилась в розыске, а её место проживания не было известно СБ.
С начала 1982 начали формироваться нелегальные профсоюзные организации. С первых недель военного положения Эва Кулик включилась в издание подпольного журнала «Солидарности» Tygodnik Mazowsze. Подпольную «Солидарность» Варшавы возглавил Збигнев Буяк. 22 апреля 1982 Буяк стал председателем всепольской Временной координационной комиссии. После майских протестов под председательством Буяка сформировалась Региональная исполнительная комиссия «Солидарности» Мазовецкого региона (RKW Mazowsze). Ближайшим помощником Буяка являлся Виктор Кулерский. Эва Кулик взяла на себя обеспечение безопасности подпольщиков.

Военное положение нас не сломило. Только разозлило. А когда женщины злятся, что-нибудь получится.

Эва Кулик

25-летняя переводчица-журналистка проявила большие конспиративные и оперативные способности: наладила систему надёжных укрытий, тайных коммуникаций, эффективного распространения информации, длинных цепочек оперативной поддержки, быстрых манёвров и отходов, распознавала внедряемых агентов СБ. Старалась организовывать конспиративные квартиры у незнакомых людей, ранее не связанных с «Солидарностью», и этот метод оправдывал себя. Столичный комендант милиции генерал Цвек и его заместитель по СБ полковник Пшановский вынуждены были констатировать постепенное воссоздание структур «Солидарности» в Варшаве. В этом была значимая роль Эвы Кулик. Збигнев Буяк причислял её к руководящему составу варшавского подполья. Успехи своей деятельности она объясняла анонимностью, «отдачей славы» официальным профсоюзным лидерам.

Она не хвасталась тем, что делала. Вообще старалась об этом не говорить. Мы только видели, что она мало спит и много работает. Никогда не вносила напряжённости или нервозности, что было очень важно в нашей ситуации. Соратникам по подполью повторяла: «Не ждите приказов и не ждите наград».

Впоследствии Эва Кулик вспоминала, что и в условиях подполья она находила время следить за своей внешностью, соответствовать образу польской женщины. Она сумела выработать стиль неброский, но элегантный стиль одежды. Будучи верующей католичкой, посещала костёл в Урсусе.

## Тюрьма и легализация
Эва Кулик оставалась в подполье и после отмены военного положения, в общей сложности почти пять лет. С 1985—1986, наблюдая «сжатие кольца СБ», она ожидала скорого ареста и специально ездила в Краков, чтобы увидеться с матерью и подготовить её к этому. 31 мая 1986 СБ наконец сумела арестовать Збигнева Буяка, вместе с ним были арестованы Конрад Белиньский и Эва Кулик. Содержалась в тюрьме Мокотув.
Уже 11 сентября Кулик была освобождена по амнистии. Буяк освободился на следующий день, Белиньский несколько раньше. 30 сентября Збигнев Буяк, Виктор Кулерский, Збигнев Янас, Конрад Белиньский, Ян Литыньский и Эва Кулик провели открытую пресс-конференцию RKW Mazowsze. Кулик руководила офисом, вела делопроизводства RKW, курировала издание «Tygodnik Mazowsze». Впоследствии она вспоминала, что в середине 1980-х ощущала потерю опоры — казалось, что «Солидарность» утрачивает поддержку, режим укрепляется, массы повергнуты в безнадёжность и уходят от борьбы. Однако, неожиданно для многих, в 1988 поднялась новая забастовочная волна, приведшая к кардинальным переменам.
Перейдя на легальное положение, Эва Кулик окончила в 1987 Ягеллонский университет. Вышла замуж за Конрада Белиньского. Они негативно отнеслись к переговорам в Магдаленке, считая диалог на условиях ПОРП «ошибкой наших друзей». Осенью 1988 Белиньские по приглашению сенатора Эдварда Кеннеди выехали в США по стипендии Бостонского университета. Конрад изучал программирование, Эва — американскую литературу.
В октябре 1989 Белиньские вернулись в Польшу. Эва Кулик два года возглавляла корпункт британской газеты The Independent. К тому времени состоялся Круглый стол и парламентские выборы, на которых победила «Солидарность». Было сформировано некоммунистическое правительство Тадеуша Мазовецкого. Шёл процесс отстранения от власти ПОРП, преобразования ПНР в Третью Речь Посполитую.

## В современной Польше
По словам Эвы Кулик, в оппозиционной политике она отстаивала свои жизненные ценности — солидарность, свободу, справедливость. Но после падения коммунистического режима, в демократической Польше, она отказалась от политической карьеры и предпочла профессиональную самореализацию в литературе, журналистике и гражданских организациях.
По взглядам Эва Кулик привержена социал-либеральному наследию Яцека Куроня. Резко осуждает правоконсервативную политику партии Право и справедливость Ярослава Качиньского — установление контроля над судебной системой, давление на независимые СМИ и НПО, национал-популистскую и клерикальную пропаганду, разделение поляков на «„правильных“ христиан-патриотов» и «левых коcмополитов». Она также констатировала эгоистичность богатого слоя, его безразличие к социально-политическим проблемам. Была возмущена заявлением президента Анджея Дуды о «потомках предателей», лишённых права на правду и патриотизм. Считает, что такой курс противоречит побуждениям, с которыми она в 1977 пришла в освободительное движение.
Эва Кулик — член ПЕН-клуба, Ассоциации польских переводчиков, Ассоциации польских писателей. Профессионально работает переводчицей, в том числе романов Генри Миллера и Ежи Косинского. Активно занимается волонтёрством. Основала польский Фонд доноров. В 2011—2015 участвовала в экспертной группе при канцелярии президента Бронислава Коморовского. С 2010 — директор НПО Фонд Стефана Батория (основан Джорджем Соросом). Фонд реализует программы укрепления польской демократии, развития гражданского общества, равноправия женщин, поддержки демократических сил Беларуси, борьбы с пандемией COVID-19.
Американская полонистка Шана Пенн написала несколько исследований о роли польских женщин в «Солидарности» и подполье. Видное место в её работах уделено Эве Кулик. В разговоре с ней Эва Кулик сожалела, что многие подпольщики остались «безымянны в истории», и предлагала ради исторической справедливости побольше рассказывать о них. Назвала свою мечту: «Чтобы люди, которые не пережили тех дней, извлекли из них уроки».
Конрад Белиньский, муж Эвы Кулик, в 1982 бежал из лагеря интернирования и присоединился к подполью. Он, в частности, координировал действия RKW с радикальными Группами сопротивления «Солидарные» Теодора Клинцевича, Болеслава Яблоньского и Петра Изгаршева. В современной Польше — известный IT-специалист и общественный деятель. Несколько лет работал в Фонде Стефана Батория.
В 2006 президент Лех Качиньский наградил Эву Кулик Командорским крестом ордена Возрождения Польши — за выдающиеся заслуги в борьбе за независимость и демократические преобразования. Её изображение включено во фреску Женщины свободы на железнодорожной станции в Гданьске.